# Mobile (Arizona)
Mobile ist eine unselbständige Siedlung und Ortsteil von Goodyear im Maricopa County im US-Bundesstaat Arizona, 56 km südwestlich von Phoenix (Arizona). Mobile wurde in den 1930er Jahren im Zuge des Eisenbahnbaus als Freedmen’s town für Afro-Amerikanern gegründet. Heute leben dort weniger als 100 Personen, dennoch gibt es eine Grundschule (Mobile Elementary). Der Ort wird von der Arizona State Route 238 in Südwest-Nordost-Richtung tangiert. Westlich liegt das großflächige Naturschutzgebiet Sonoran Desert National Monument.
2007 wurden Mobile und das nördlich anschließende Sonoran Valley mit zusammen rund 170 km² der Gemeinde Goodyear angeschlossen. Grund war das damalige Projekt einer Planstadt für im Endausbau etwa 50.000 Einwohner, das 2009 in der Weltfinanzkrise zusammenbrach. Erst 2019 beschloss Goodyear den Bau einer etwa 25 km langen Straßenverbindung durch das Sonoran Valley, die den Hauptort mit Mobile direkt verbinden würde.
Der private Flugplatz (Koordinaten) des Airline Training Center Arizona befindet sich sechs km nördlich vom Ort. Die asphaltierte Startbahn 09/27 hat eine Länge von 1372 m und wurde von den Flugschülern der Lufthansa und der Bundeswehr zum Üben von Landeanflügen verwendet, die auf dem nahegelegenen Phoenix Goodyear Airport stationiert waren. Sie besitzt zu Übungszwecken ein vollwertiges ILS auf der Landebahn 09.